# 나가에촌 (후쿠시마현)
나가에촌(長江村)은 후쿠시마현 미나미아이즈군에 존재했던 촌이다.

## 지리
현재 시모고정의 북동부에 위치한다.
촌은 산이 많은 지형이다.
촌내에는 아가강이 흐른다.

## 역사
마을 이름은 예전에 존재했던 나가에촌(長江荘)에서 따온 것이다.

### 마을 지역의 변천
- 1889년 4월 1일 - 정촌제 시행에 의해 4촌이 합병해 나가에촌이 성립하였다.
- 1928년 9월 1일 - 후타카와촌과 합병해, 에가와촌이 성립하여, 동일 나가에촌이 폐지되었다.

변천사
| 1868년 이전 | 1868년 이전 | 메이지 8년 | 메이지 22년 4월 1일 | 메이지 3년 9월 1일 | 메이지 30년 4월 1일 | 현재   |
| ----------- | ----------- | ---------- | ------------------- | ------------------ | ------------------- | ------ |
|             | 弥五島村    | 弥五島村   | 長江村              | 江川村             | 下郷町              | 下郷町 |
|             | 大沢村      |            | 長江村              | 江川村             | 下郷町              | 下郷町 |
|             | 湯原村      | 湯野上村   | 長江村              | 江川村             | 下郷町              | 下郷町 |
|             | 小野村      | 湯野上村   | 長江村              | 江川村             | 下郷町              | 下郷町 |
|             | 小出村      | 小沼崎村   | 長江村              | 江川村             | 下郷町              | 下郷町 |
|             | 沼尾村      | 小沼崎村   | 長江村              | 江川村             | 下郷町              | 下郷町 |

## 오아자
- 야고시마 弥五島（やごしま）
- 오사와 大沢（おおさわ）
- 유노카미 湯野上（ゆのかみ）
- 오누마자키 小沼崎（おぬまざき）

## 인구
- 1889년 1,207
- 1907년 1,490
- 1920년 1,718

### 세대
- 1920년 278

## 교통

### 철도
- 일본국유철도 ( → 동일본 여객철도 → 아이즈 철도
  - ■아이즈선

## 참고문헌
- 角川日本地名大辞典編纂委員会『角川日本地名大辞典 7 福島県』、角川書店、1981年 ISBN 4-04-001070-1
- 日本加除出版株式会社編集部『全国市町村名変遷総覧』、日本加除出版、2006年、ISBN 4-8178-1318-0